# Pala Crabonosa
La Pale Crabounnouse o pic de Crabounouse és una muntanya de 3.021 m d'altitud, amb una prominència de 20 m, que es troba al massís de Nhèuvièlha, al departament dels Alts Pirineus (França).
La primera ascensió la van realitzar Henri Brulle, Célestin Passet i François Bernat-Salles el 13 d'agost de 1890.